# Caius Veturius Crassus Cicurinus
Pour les articles homonymes, voir Veturius Cicurinus.
Caius Veturius Crassus Cicurinus est un homme politique de la République romaine.
En 377 et 369 av. J.-C., il est tribun militaire à pouvoir consulaire, avec cinq autres collègues.